# Hortsavinya
Hortsavinya est un hameau qui fait partie de la commune de Tordera en Catalogne (Espagne). L'église paroissiale de Saint-Loup avec le presbytère et une auberge en forment le noyau principal.

## Géographie
Le hameau d'Hortsavinya est situé au cœur du massif montagneux du Montnegre. Historiquement, il a eu une relation plus directe avec Pineda de Mar, grâce à la (ca) rivière de Pineda, cours d'eau qui naît au Montnegre et débouche dans la mer Méditerranée.

## Histoire
La première mention du nom de Hortsavinya date de 1101. La forme latine du nom est alors alodium Orti Saviniani et désigne le domaine de Savinià, en référence à Savin du Lavedan, possible seigneur de ce lieu.  Postérieurement apparait Hort-Sevinyà, pour devenir Orsavinyà, tel qu'il figure dans les archives municipales du village. Au vu de son étymologie, le philologue Joan Corominas le nomme «Hortsavinyà».
Les premières données de l'église Sainte-Eulalie d'Hortsavinya datent de 1080, elle est construite sur les restes d'une chapelle du IXe siècle ou Xe siècle. À sa construction, l'église dépend de l’évêché de Gérone et de l’archevêché de Narbonne, cela renforce la théorie selon laquelle elle a été fondée à l'époque de la Marche Hispanique, du fait que tous les nouveaux évêchés de la région dépendaient de l’archevêché de la ville française.
En 1246, Hortsavinya passe sous dépendance du monastère de (ca) Sant Salvador de Breda. Au XVII, il forme part de la baronnie de (ca) Montpalau, puis se convertit en commune indépendante jusqu'au premier tiers du siècle XXe.
Hortsavinya est la dernière commune à fusionner avec Tordera. Le 31 décembre 1929, dans le dernier acte de la mairie d'Hortsavinya, le maire Joan Camps, note que, conformément à l'accord du conseil de la municipalité de fusionner avec Tordera, est approuvé à l'unanimité de remettre les archives d'Hortsavinya à la mairie de Tordera. Il a été signé, avec la mairie de Tordera, l'acte correspondant ( « en compliment de l'acord d'aquest Ajuntament sobre l'agregació al Municipi de Tordera, s'acorda per unanimitat fer entrega de l'arxiu d'Hortsavinyà a l'Ajuntament de Tordera. Es va subscriure amb la Permanent de Tordera l'acta corresponent » ).
Pendant la guerre civile, l'église est pillée et tous les objets de culte brulés, à l'exception de l'icone de saint Loup que est cachée par des habitants.

## Culture locale

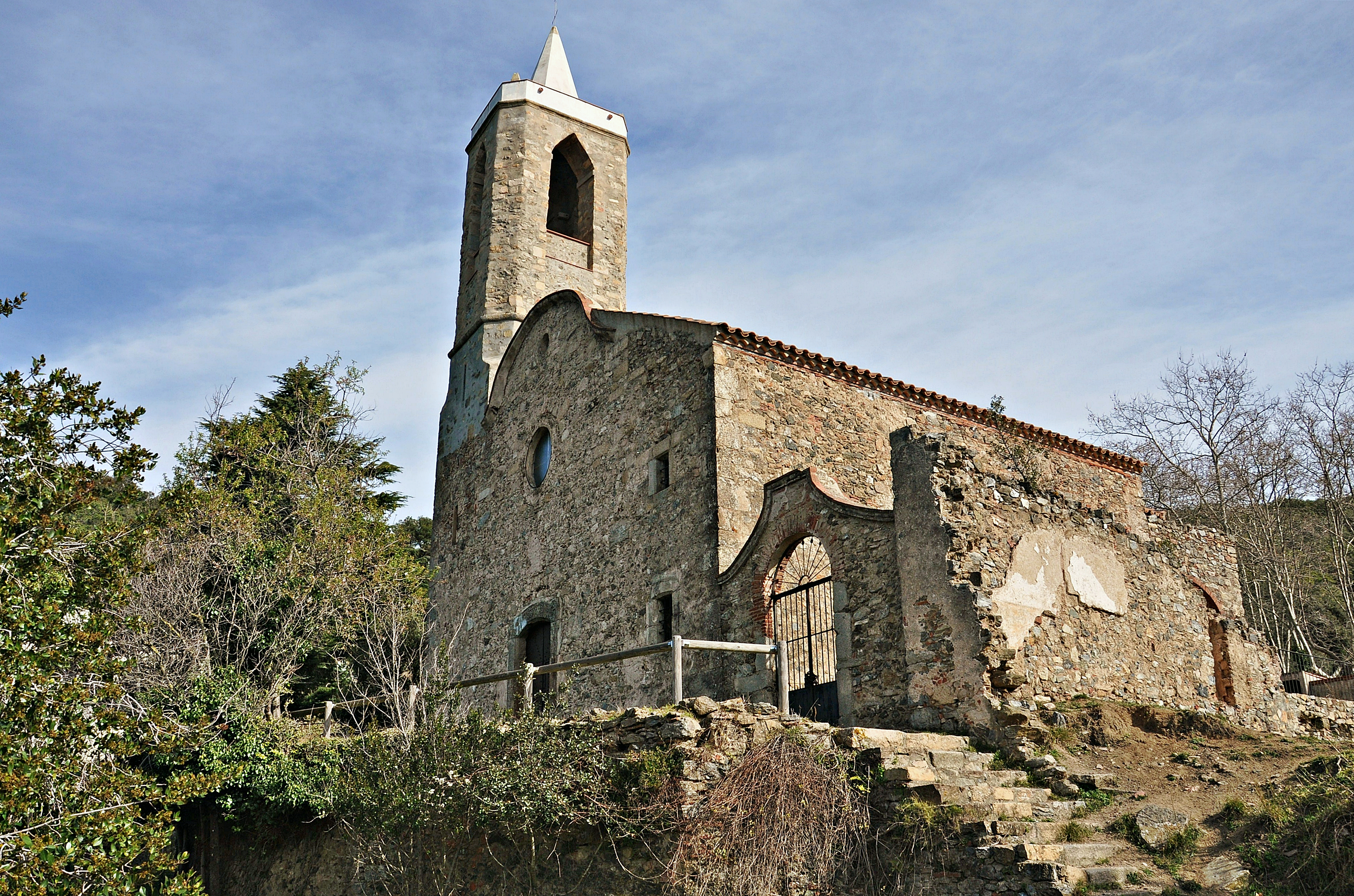
Église Sainte-Eulalie ou Saint-Loup

### Lieux et monuments
- L'église Saint-Loup et Sainte-Eulalie d'Hortsavinya.
- Chapelle de la (ca) Vierge de l'Erola.

### Fêtes
- Festa major le, 1er septembre
- Fête de la Vierge du Rosier et de sainte Eulalie, le 10 décembre
- L'aplec (« rassemblement traditionnel de personnes ») de la chapelle de la Vierge de l'Erola le lundi de Pâques.